# Comportament informacional col·laboratiu
El comportament informacional col·laboratiu és una conducta diferent del comportament informacional individual, exhibida per dues o més persones que cooperen de forma conjunta per assolir un objectiu comú relacionat amb la cerca d'informació. Està definit pel fet que les persones identifiquen, cerquen, avaluen, sintetitzen informació de forma compartida (interaccionen) i l'usen d'acord amb les necessitats d'informació inicials, alhora que generen coneixement col·lectiu.

## Aspectes principals del comportament informacional col·laboratiu
El concepte trigger: segons Foster, aquest concepte fa referència a un succés o situació clau que comporta el pas del comportament informacional individual (IIB) al comportament informacional col·laboratiu (CIB). Foster identifica quatre triggers per al CIB):
- 1. Complexitat de la informació necessitada (a més complexitat, més probabilitat que es recorri al CIB).
- 2. Manca d'immediatesa en l'accessibilitat de la informació.
- 3. Manca d'experiència en l'àmbit en què es busca la informació.
- 4. Recursos d'informació fragmentats.

La comunicació és un aspecte clau del CIB. En les activitats de cerca i recuperació d'informació, els membres de l'equip necessàriament han de compartir la informació. En aquest procés, cada membre de l'equip ha d'anar exposant la informació obtinguda (turn-taking) i compartint-la amb els altres per tal de posar en comú tota la informació i poder resoldre la necessitat d'informació del grup.
Les tecnologies tenen un paper fonamental en aquest procés. En concret, les que donen suport a la recuperació d'informació col·laborativa (Collaborative Information Retrieval Systems). Aquestes tecnologies ajuden a incrementar la cooperació al si de l'equip mitjançant eines i serveis que augmenten la col·laboració i la comunicació.

## Model CIB en l'organització
El model CIB té 3 fases; algunes activitats són específiques per certes fases i unes altres es troben en totes. Aquest model es troba típicament dins del context de l'organització:
- Fase 1. Procés d'identificació del problema. Quan un grup de persones identifica un problema, se’n fa una representació per arribar a entendre'l, així que les persones comencen a exposar-lo mitjançant la comunicació verbal i no verbal. Al final del procés, es passa de representar el problema a la comprensió compartida de la situació.
- Fase 2. Cerca d'Informació Col·laborativa (CIS). És la recerca intencionada d'informació per part de dues o més persones que busquen documentar-se per poder satisfer un objectiu comú. S'interacciona en els nivells cognitiu i afectiu, així com els usuaris que interaccionen en el sistema.
- Fase 3. Desenvolupament físic, mental i actes comunicatius per aconseguir una entesa comuna, a la que s'arriba amb una avaluació i síntesi en col·laboració i es resol el problema en el seu context. Cal dir que hi ha una activitat que es realitza a totes les fases anteriors, l'avaluació: els agents avaluen de forma continuada la informació recuperada i compartida i, al final, se’n fa una síntesi.[3]

A continuació, una mostra d'aplicacions col·laboratives i el tipus d'interacció corresponent, síncrona (si hi ha interacció a temps real) o asíncrona (si no n'hi ha a temps real):
|           | Local                                                                                       | Remot                                                                                                |
| Síncrona  | - Cursos d'entrenament - Fòrums parlamentaris - Pantalles compartides                       | - Videoconferències - Missatgeria de text - Fòrums i reunions - Flux de treball - Presa de decisions |
| Asíncrona | - Eines de coordinació - Organitzacions de projectes - Sistemes d'escriptura col·laborativa | - Correu electrònic - Grups de discussió - Transferència d'arxius - Wiki - Blog                      |